# یواس‌اس هپبورن (اف‌اف-۱۰۵۵)
یواس‌اس هپبورن (اف‌اف-۱۰۵۵) (به انگلیسی: USS Hepburn (FF-1055)) یک کشتی بود که طول آن ۴۳۸ فوت (۱۳۴ متر) بود. این کشتی در سال ۱۹۶۷ ساخته شد.